# Osbornellus alatus
Osbornellus alatus är en insektsart som beskrevs av Beamer 1937. Osbornellus alatus ingår i släktet Osbornellus och familjen dvärgstritar. Inga underarter finns listade i Catalogue of Life.